# Hermann-Haus (Kempten)

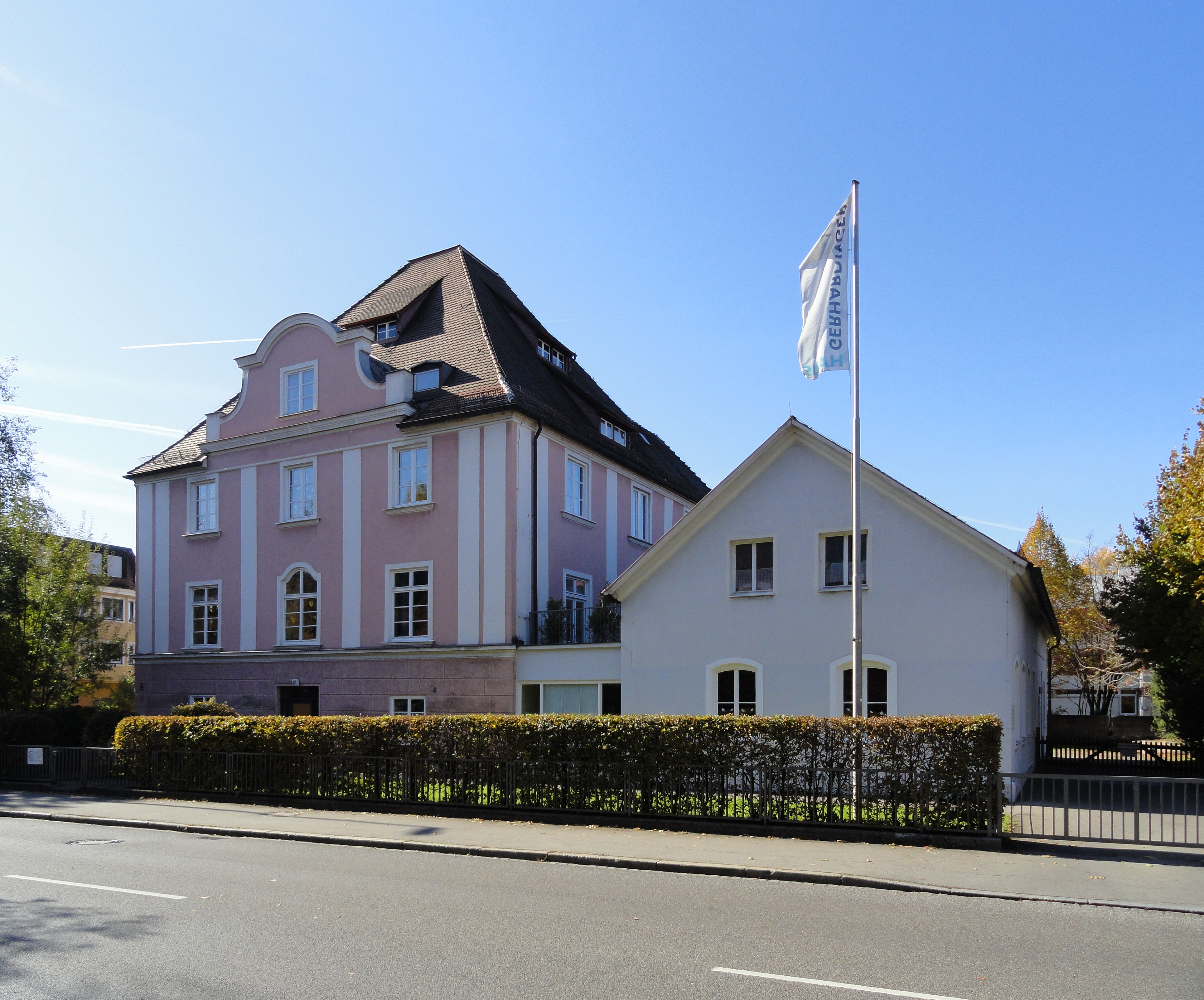
Das frühere Waisenhaus der Katholiken, rechts der Neubau von 1957

Das Hermann-Haus an der Memminger Straße in Kempten ist ein denkmalgeschütztes Bauwerk gegenüber dem Distriktspital und neben der zum Haus gehörenden Besenkapelle. Es war ursprünglich das Wohnhaus des Künstlerdynastie Hermann (u. a. Franz Benedikt Hermann, Franz Georg Hermann der Ältere, Franz Georg Hermann, Franz Ludwig Hermann).

## Geschichte und Beschreibung
Das Haus hat der Stiftsmaler Franz Georg Hermann in den Jahren 1730/40 für sich selber erbauen lassen. Im Jahr 1858 wurde das Bauwerk zu einem Waisenhaus umfunktioniert. Im Inneren befindet sich Stuck von 1730, welcher dem aus der Residenz von Kempten ähnelt. 1957 wurde an das Waisenhaus ein Bau angefügt. Der Walmdachbau hat 3 zu 3 Fensterachsen.
Ab dem Jahr 2021 wurde das Haus umfangreich saniert. Hierbei trat wiederholt historische Substanz hervor. Um die künstlerischen Spuren zu sichern, zu restaurieren und sichtbar zu machen, erhielt die Stadt Kempten als Gebäudeeigentümerin einen Zuschuss von 140.000 Euro von der Bayerischen Landesstiftung für eine denkmalschutzkonforme Restaurierung.